# Fontenay, Eure
 Fontenay  là một xã thuộc tỉnh Eure trong vùng Normandie miền bắc nước Pháp.